# Eupithecia tenuiata
Eupithecia tenuiata là một loài bướm đêm trong họ Geometridae.

## Hình ảnh

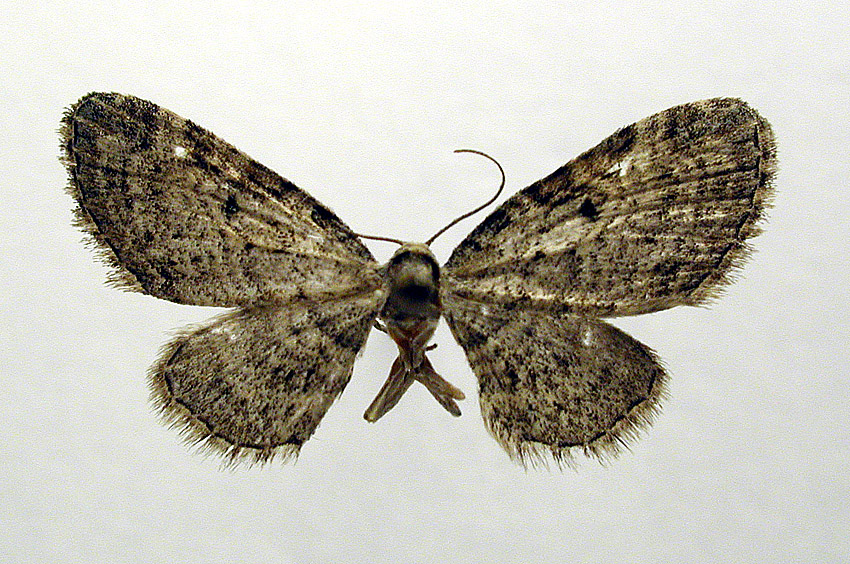
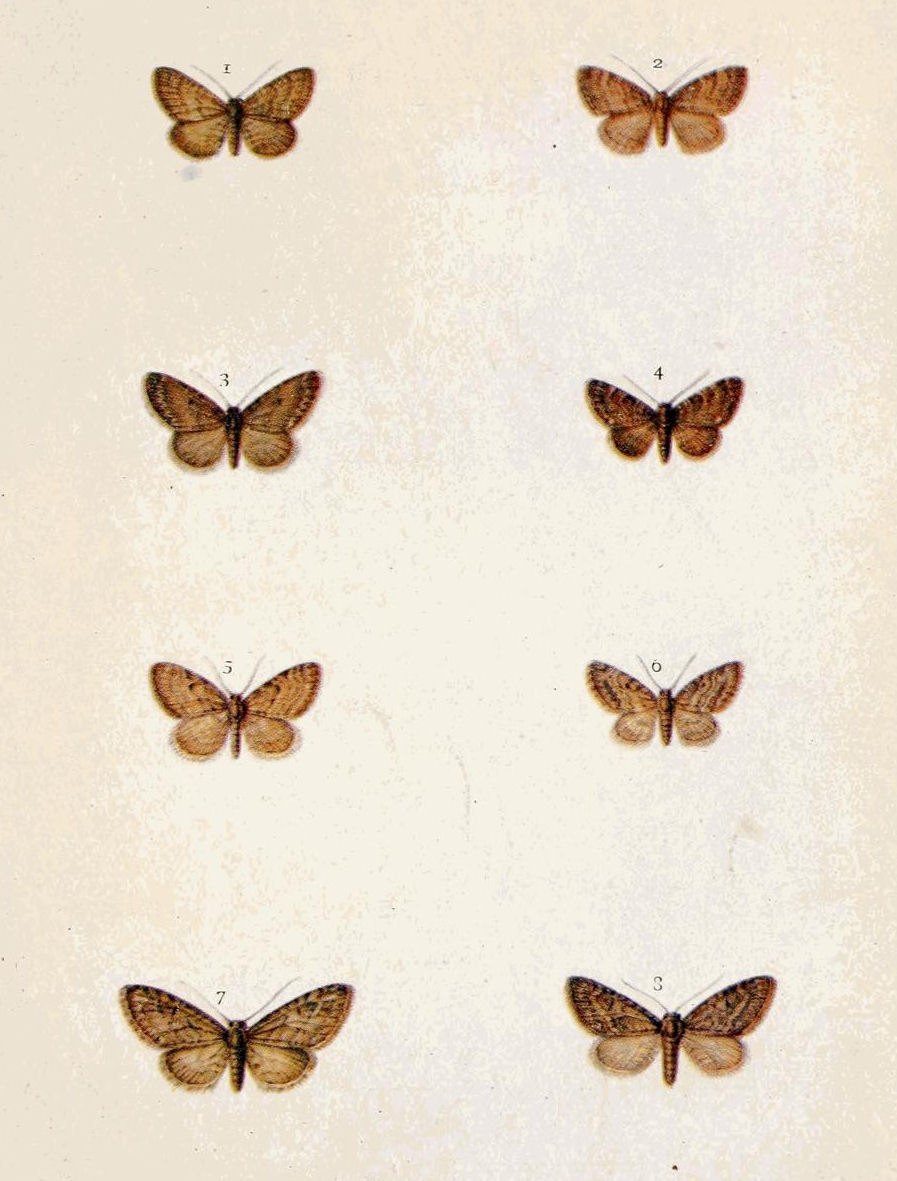